# Space Cowboys
Space Cowboys ist ein US-amerikanischer Science-Fiction-Film aus dem Jahr 2000. Die Hauptrolle spielt Clint Eastwood, der selbst auch Regie führte und als Produzent beteiligt war. Für vier ältere Herren (gespielt von Clint Eastwood, Donald Sutherland, Tommy Lee Jones und James Garner), Pioniere der Raumfahrttechnik, geht ein Traum in Erfüllung, als sie doch noch ins All fliegen dürfen.

## Handlung
Die vier Air Force-Piloten Corvin, Hawk, Sullivan und O’Neill werden 1958 von der NASA für einen Raumflug ausgewählt, doch schließlich durch eine Schimpansin ersetzt.
40 Jahre später droht ein russischer Satellit in die Erdatmosphäre einzutreten. Aufgrund der vermeintlichen Wichtigkeit für die Kommunikation bittet Russland die USA um Hilfe. Ingenieurin Holland erkennt, dass es sich beim Antriebssystem um gestohlene Baupläne der US-amerikanischen Raumstation Skylab handelt. Man bittet den seinerzeitigen Konstrukteur Corvin um Hilfe. Dieser erklärt sich bereit, unter der Bedingung, dass er und seine ehemaligen Kollegen selbst zur Reparatur ins All fliegen. Der NASA-Projektmanager akzeptiert widerwillig, unter der Auflage, dass sie die NASA-Fitnesstests bestehen. Ansonsten sollen jüngere Astronauten übernehmen, denen Corvin zudem eine Schulung zukommen lassen muss.
Das wiedervereinte Team bereitet sich auf seine Aufgabe vor und besteht mit einer gehörigen Portion Schlitzohrigkeit sämtliche körperlichen Leistungstests. Dabei wird bei Hawkins Bauchspeicheldrüsenkrebs diagnostiziert; die Mission scheint für die vier alten Haudegen zu scheitern. Trotz seiner tödlichen Krankheit wird Hawk aus Publicity-Gründen die Teilnahme erlaubt.
Nach dem Start stellt sich heraus, dass Russland verschwiegen hat, dass es sich bei dem Satelliten um ein Relikt aus dem Kalten Krieg handelt, welches programmiert ist, im Fall einer Kursabweichung Atomraketen auf die USA abzufeuern. Nach dem Zusammenstoß ihres Space Shuttles mit dem Satellit wegen falscher Massedaten scheint alles verloren. Hawkins gelingt es, den Satelliten mithilfe eines Flugmanövers in Richtung Mond zu schicken, wodurch er aus der Erdumlaufbahn geschleudert wird und für die Erde kein Risiko mehr darstellt. Der Haken ist, dass er selbst mit dem Satelliten zum Mond fliegen muss, da dieser ansonsten den Kurs nicht halten würde. Hawkins opfert sich für diesen Zweck, da er aufgrund seiner Krebserkrankung ohnehin nicht mehr lange leben würde. O’Neill und Corvin landen das Space Shuttle.
In der Endsequenz sieht man Hawkins in einem Trümmerfeld auf dem Mond sitzend, mit Blick Richtung Erde. Er hat es geschafft, den Satelliten auf dem Mond zu landen. Sein Gesicht kann man nicht sehen, vielmehr spiegelt sich in seinem Helmvisier die Erde, die er vor einer großen Katastrophe bewahrt hat.

## Auszeichnungen
(Auswahl)
Der Film wurde 2001 für den Oscar: Bester Tonschnitt nominiert. 
Er erhielt drei Nominierungen für den Saturn Award: Clint Eastwood als Schauspieler wie auch als Regisseur sowie als Bester Science-Fiction-Film.
Die Deutsche Film- und Medienbewertung FBW in Wiesbaden verlieh dem Film das Prädikat „besonders wertvoll“.

## Kritiken
„Amüsant und tatsächlich originell ist der Einfall, Rentnerheroen zu rekrutieren und sie physischen Belastungstests auszusetzen, die realiter für sie nicht zu bestehen wären. Das ist Situationskomik, die funktioniert. […] So witzig die Grundannahme des Drehbuchs ist, so mangelt es in der Ausarbeitung doch an Straffheit, dramaturgischen Spitzen und vor allem an Spannung.“

„Mit coolem Humor inszenierte Regisseur, Produzent und Hauptdarsteller Clint Eastwood sein erstes Space-Abenteuer. In den Szenen im All verliert die Story zwar etwas an Bodenhaftung, aber die kantigen Astro-Senioren machen einfach Spaß.“

„Weniger ein dramatisches Weltraum-Abenteuer als eine sehnsüchtig-sentimentale Charakterstudie, die das Abenteuer der betagten Crew als Triumph des Individuums in der modernen Welt feiert.“

## Verschiedenes
Der Film startete am 10. Mai 2001 in den deutschen Kinos.
Der Film greift den erneuten Raumflug des US-amerikanischen Raumfahrtpioniers John Glenn von 1998 als Beweis auf, dass auch alte Menschen erfolgreich an Raumfahrten teilnehmen können.
Bei der im Film zu sehenden Achterbahn handelt es sich um die Viper im Freizeitpark Six Flags Magic Mountain (Valencia, Kalifornien).